# Rundetårn
A Rundetårn (régebbi írásmóddal Runde Taarn; 'kerek torony') egy 17. században épült torony Dánia fővárosában, Koppenhágában. A torony része a Trinitatis (Szentháromság) épületegyüttesnek, amely otthont ad egy egyetemi könyvtárnak, egy csillagvizsgálónak és a Szentháromság-templom nevű egyetemi templomnak.
A Rundetårn Koppenhága egyik legismertebb épülete. IV. Keresztély dán király parancsára, az ifjabb Hans van Steenwinckel tervei alapján építették. Az alapkőletételre 1637. július 7-én került sor; az épület 1642-ben készült el. (A templom építése 1656-ban, a könyvtáré 1657-ben fejeződött be.)
A torony 36 méter magas; átmérője 15 méter. Az épületben nincsen lépcső, ehelyett 5,6 méter széles, spirálformájú járda vezet föl a torony tetején lévő kilátóteraszra. Amikor I. Péter orosz cár 1716-ban Koppenhágában járt, lovon ment föl a torony tetejére, felesége pedig négyesfogaton követte az uralkodót.

## Fordítás
- Ez a szócikk részben vagy egészben  a   Rundetårn című svéd Wikipédia-szócikk ezen változatának fordításán alapul.  Az eredeti cikk szerkesztőit annak laptörténete sorolja fel. Ez a jelzés csupán a megfogalmazás eredetét és a szerzői jogokat jelzi, nem szolgál a cikkben szereplő információk forrásmegjelöléseként.